# Verbandsgemeinde Nieder-Olm
Die Verbandsgemeinde Nieder-Olm ist eine Verwaltungseinheit in der Rechtsform einer Gebietskörperschaft im Landkreis Mainz-Bingen in Rheinland-Pfalz. Der Verbandsgemeinde gehören die Stadt Nieder-Olm sowie sieben weitere Ortsgemeinden an. Der Verwaltungssitz ist in der namensgebenden Stadt Nieder-Olm.
Die Verbandsgemeinde gehört mit 33.934 Einwohnern zu den größten Verbandsgemeinden in Rheinland-Pfalz.

## Geographie
Die Verbandsgemeinde Nieder-Olm grenzt im Norden und im Osten an die rheinland-pfälzische Landeshauptstadt Mainz, im Südosten an die Verbandsgemeinde Rhein-Selz, im Süden an die Verbandsgemeinde Wörrstadt (Landkreis Alzey-Worms), im Westen an die Verbandsgemeinde Sprendlingen-Gensingen und die Verbandsgemeinde Gau-Algesheim sowie im Nordwesten an die Große kreisangehörige Stadt Ingelheim am Rhein.

## Verbandsangehörige Gemeinden
| Ortsgemeinde, Stadt         | Fläche (km²) | Einwohner |
| --------------------------- | ------------ | --------- |
| Essenheim                   | 10,51        | 3.577     |
| Jugenheim in Rheinhessen    | 6,17         | 1.699     |
| Klein-Winternheim           | 5,51         | 3.716     |
| Nieder-Olm, Stadt           | 11,22        | 10.393    |
| Ober-Olm                    | 17,09        | 4.541     |
| Sörgenloch                  | 2,43         | 1.232     |
| Stadecken-Elsheim           | 14,52        | 4.916     |
| Zornheim                    | 5,58         | 3.860     |
| Verbandsgemeinde Nieder-Olm | 73,03        | 33.934    |

(Einwohner am 31. Dezember 2023)

## Geschichte
Die VG Nieder-Olm entstand durch das Dreizehnte Landesgesetz über die Verwaltungsvereinfachung im Lande Rheinland-Pfalz vom 1. März 1972 mit Wirkung zum 22. April 1972 (GVBl. S. 115).

### Bevölkerungsentwicklung
Die Entwicklung der Einwohnerzahl, bezogen auf das Gebiet der heutigen Verbandsgemeinde Nieder-Olm (die Werte von 1871 bis 1987 beruhen auf Volkszählungen):

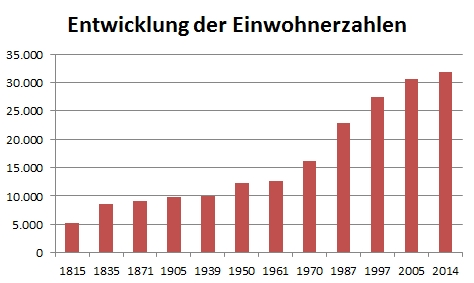
Bevölkerungsentwicklung 1815–2014

| Jahr | Einwohner |
| 1815 | 5.304     |
| 1835 | 8.561     |
| 1871 | 9.087     |
| 1905 | 9.798     |
| 1939 | 9.937     |
| 1950 | 12.206    |
| 1961 | 12.590    |

| Jahr | Einwohner |
| 1970 | 16.102    |
| 1987 | 22.918    |
| 1997 | 27.492    |
| 2005 | 30.522    |
| 2017 | 33.103    |
| 2018 | 33.383    |
| 2022 | 33.867    |

## Politik

### Verbandsgemeinderat

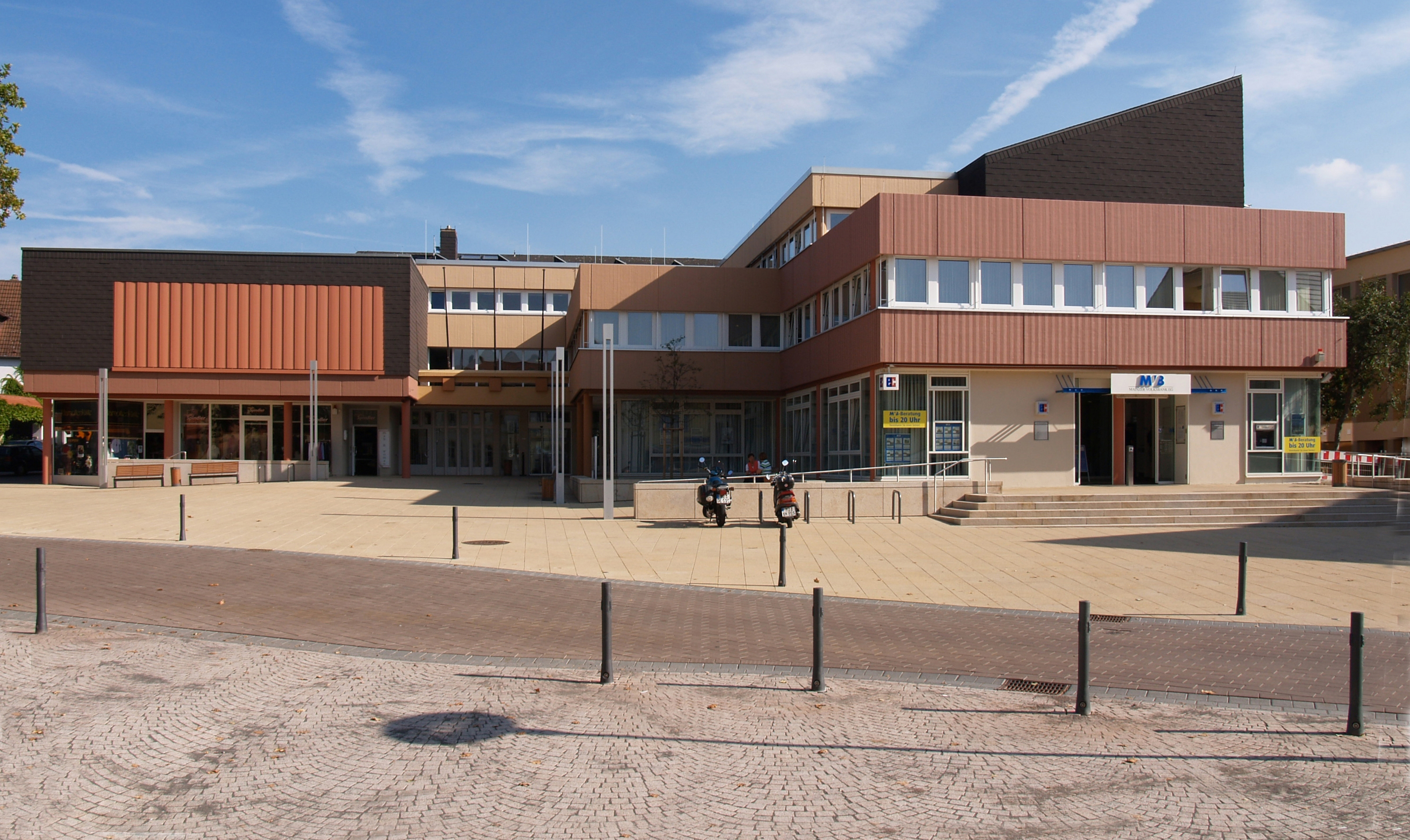
Verbandsgemeindeverwaltung Nieder-Olm

Der Verbandsgemeinderat Nieder-Olm besteht aus 40 ehrenamtlichen Ratsmitgliedern, die bei der Kommunalwahl am 9. Juni 2024 in einer personalisierten Verhältniswahl gewählt wurden, und dem hauptamtlichen Bürgermeister als Vorsitzendem. Bis 2009 gehörten dem Verbandsgemeinderat 36 Ratsmitglieder an.
Die Sitzverteilung im Verbandsgemeinderat:
| Wahl | SPD | CDU | Grüne | AfD | FDP | FWG | GAL | Gesamt   |
| ---- | --- | --- | ----- | --- | --- | --- | --- | -------- |
| 2024 | 10  | 11  | 7     | 2   | 1   | 9   | –   | 40 Sitze |
| 2019 | 12  | 11  | 7     | –   | 2   | 8   | –   | 40 Sitze |
| 2014 | 17  | 13  | –     | –   | 1   | 6   | 3   | 40 Sitze |
| 2009 | 15  | 13  | –     | –   | 3   | 6   | 3   | 40 Sitze |
| 2004 | 13  | 14  | –     | –   | 2   | 5   | 2   | 36 Sitze |

- FWG = Freie Wählergruppe in der Verbandsgemeinde Nieder-Olm
- GAL = Grün-Alternative Liste Nieder-Olm e. V.

### Bürgermeister
- Ralph Spiegler (seit 1994, gewählt bis 2026)[6]

Vorgänger im Amt waren Hans-Valentin Kirschner (1973–1984) und Hartmut Schäfer (1984–1994).

### Beigeordnete
Hauptamtliche 1. Beigeordnete
- Doris Leininger-Rill (seit 2018)

Vorgänger im Amt waren Hans Steib (1972–1994) und Erwin Malkmus (1994–2018)
Ehrenamtliche Beigeordnete
- Nina Klinkel (SPD) (seit 2024)
- Rainer Malkewitz (BÜNDNIS 90/DIE GRÜNEN) (seit 2019)

Quelle:

### Wappen und Logo

Wappen der Verbandsgemeinde

Das Wappen der Verbandsgemeinde Nieder-Olm besteht aus einem in zwanzigmal rot und silber geteilten Schild. Oben rechts ist in Rot ein sechsspeichiges silbernes Rad, oben links in Silber ein rotes Ankerkreuz, unten rechts in Gold ein doppelköpfiger schwarzer rotbewehrter Adler und unten links in Schwarz ein steigender goldener rotbewehrter Löwe zu sehen.
Das Wappen der Verbandsgemeinde Nieder-Olm vereint damit die wesentlichen Darstellungen der Wappen seiner acht angehörigen Gemeinden. So erscheint das Kreuz in unterschiedlichen Formen in den Wappen von Nieder-Olm, Ober-Olm, Klein-Winternheim und Sörgenloch. Das Kurmainzer Rad findet man in den Wappen von Klein-Winternheim, Nieder-Olm, Ober-Olm und Zornheim, den Kurpfälzischen Löwen in einem alten Siegel von Stadecken und den Reichsadler im Wappen von Elsheim sowie in einem alten Siegel von Stadecken. Das Ankerkreuz ist schließlich dem Wappen der Stadt Nieder-Olm entnommen. Die Wappen der einzelnen zur Verbandsgemeinde gehörigen Gemeinden gehen auf alte Gerichtssiegel zurück oder betonen die historische Vergangenheit.
Wichtigster Orts- und Grundherr vor der französischen Revolution war im Bereich der heutigen Verbandsgemeinde ohne Zweifel Kurmainz. Deshalb nimmt das Mainzer Rad den vornehmsten Platz im Wappen oben rechts ein und im Schildbord werden die kurmainzischen Farben Rot und Silber aufgenommen.
Logo

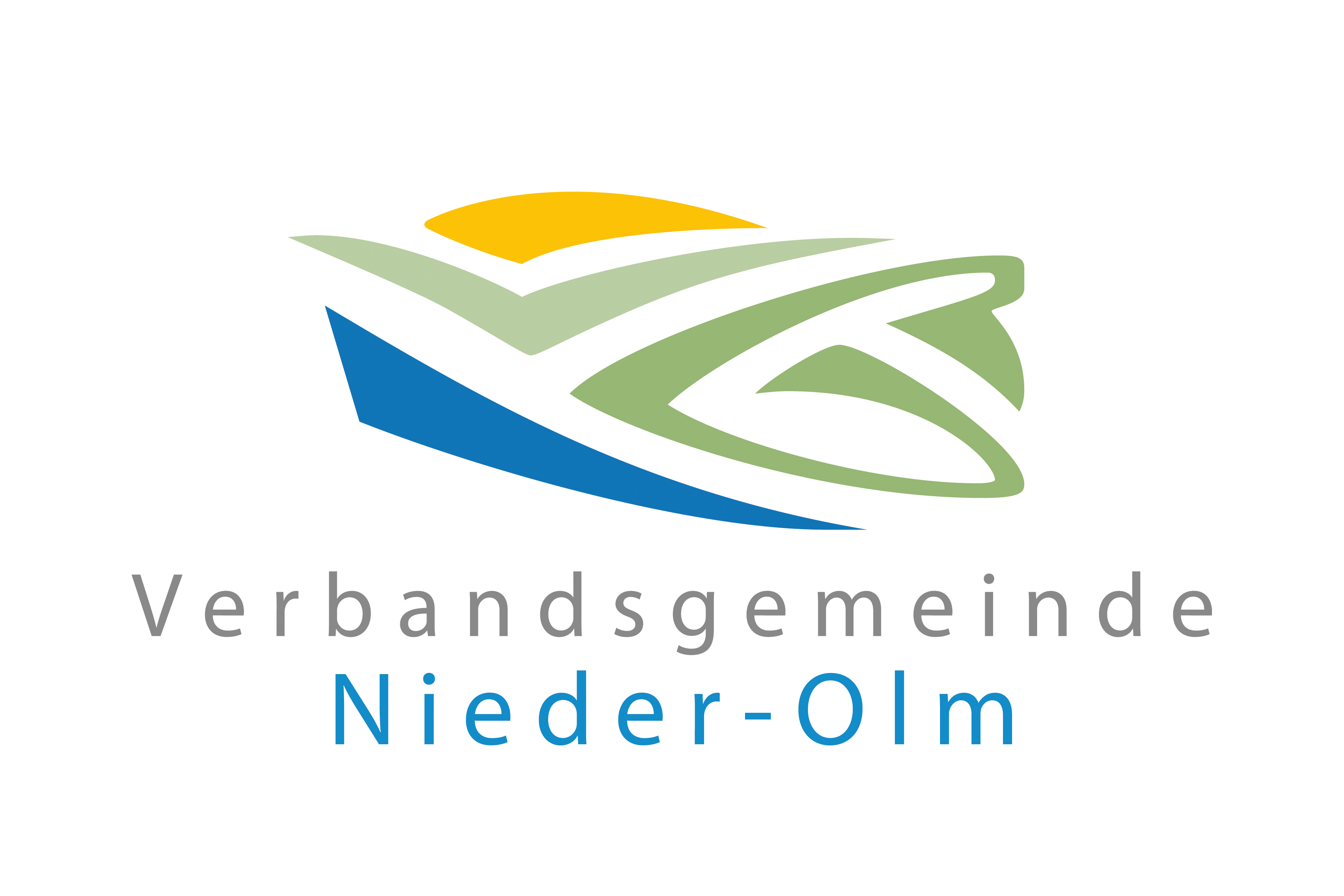
Logo der Verbandsgemeinde

Seit 2007 benutzt die Verbandsgemeinde Nieder-Olm außer dem Wappen auch ein spezielles Logo. Dieses besteht aus den stilisierten, in zwei sanften Grüntönen gehaltenen Buchstaben V und G sowie einer angedeuteten gelben Halbsonne oberhalb und einem blauen sichelförmigen Dreieck unterhalb. Unter dem Logo ist schließlich in Grau das Wort „Verbandsgemeinde“ zu lesen und darunter wiederum in Blau „Nieder-Olm“.
Die farbliche Gestaltung des Logos soll die in der Verbandsgemeinde Nieder-Olm vorherrschenden Farbtöne wiedergeben. Das Gelb steht für die Sonne als eine der wichtigsten Zutaten für den heimischen Weinbau. Infolgedessen symbolisieren die Grüntöne die zahlreichen Weinberge. Blau steht als Synonym für die Selz.

### Partnerschaften
Die Verbandsgemeinde pflegt seit dem Jahr 1996 eine Partnerschaft mit der polnischen Gemeinde Głuchołazy. Ein regelmäßiger Austausch erfolgt im Rahmen jährlich stattfindender Bürgerreisen. Organisiert und koordiniert werden diese von deutscher Seite aus durch das Partnerschaftskomitee in Zusammenarbeit mit der Verbandsgemeindeverwaltung.
Im März 2022 wurde die Verbandsgemeinde Nieder-Olm Mitglied im Städtebündnis Mayors for Peace.

### Rathaus
Das Rathaus der Verbandsgemeinde Nieder-Olm befindet sich in der Pariser Straße Nr. 110 in Nieder-Olm. Es ist zugleich Sitz der Verbandsgemeindeverwaltung mit seinem Bürgerbüro. Zudem hat auch die Stadt Nieder-Olm mit ihrem Stadtbürgermeister ihren Rathaussitz im selben Gebäude gewählt.
Außerdem ist die psychosoziale Beratungsstelle Reling unter der gleichen Adresse beheimatet. Schließlich befindet sich im Erdgeschoss eine Filiale der Mainzer Volksbank.
Das Gebäude wurde 1978 in der Stadtmitte von Nieder-Olm errichtet. Anfang der 1990er Jahre wurde es um einen zusätzlichen Anbau erweitert. Im Jahre 2009 erhielt es schließlich eine vom deutschen Designer Friedrich-Ernst von Garnier entworfene farbliche Neugestaltung. Die nun in rheinhessischen Brauntönen gestalteten Betonteile waren zuvor in Weiß gehalten.

## Natur
Die größten Schutzgebiete nach nationalem und europäischem Naturschutzrecht befinden sich in der Verbandsgemeinde entlang der Selz (außerhalb der Ortslagen) und im Ober-Olmer Wald.
An der Selz liegen neun Naturschutzgebiete mit einer Fläche von circa 163 Hektar ganz oder teilweise in der Gemarkung der VG. Sie dienen der Erhaltung oder Wiederherstellung der natürlichen Gewässerdynamik des in weiten Abschnitten renaturierten Tieflandbaches und seiner Talauenstruktur mit Röhrichten, Feuchtwiesen und Weichholzauen als bedeutsames Brut- und Rastgebiet für Vögel. Die Flächen gehören zum Europäischen Vogelschutzgebiet Selztal zwischen Hahnheim und Ingelheim.
Mit 351 Hektar auf dem Gebiet der VG ist der Ober-Olmer-Wald das zweitgrößte Waldgebiet im waldarmen Rheinhessen. Mit seiner ökologisch wertvollen Mischung aus Wald- und Freiflächen, sowie dem Auftreten temporärer Kleingewässer, bietet er vielen seltenen Tier- und Pflanzenarten Rückzugsräume. Seit 2017 gehört er zum Naturschutzgebiet Wiesen am Layenhof – Ober-Olmer Wald, schon vorher war er als FFH-Gebiet ausgewiesen und gehört auch zum Landschaftsschutzgebiet Rheinhessisches Rheingebiet.
Neben Landschaftsschutzgebieten wie dem Jugenheimer Wäldchen und dem Wäldchen im Loh, gibt es in der VG drei Baumgruppen in Ober-Olm und Klein-Winternheim, die als Naturdenkmale ausgewiesen sind. Mit mehreren Preisen wurde die Ausgleichsfläche Am Wingertsweg aus Klein-Winternheim ausgezeichnet. Sie zeigt auf kleiner Fläche die Bedeutung renaturierter Trittsteine für die landwirtschaftlich stark genutzte Region. In Jugenheim werden 25 Hektar naturschutzfachlich hochwertiger Fläche vom NABU Mainz und Umgebung betreut. Im Landschaftsplan der VG Nieder-Olm werden diese Flächen, auf denen unter anderem seltene Orchideen wachsen, als mit die „wertvollsten Flächen in der Verbandsgemeinde“ bezeichnet.
2020 kündigte die Erste Beigeordnete der VG, Doris Leininger-Rill, Renaturierungsmaßnahmen des Haybachs an, der von Klein-Winternheim über die Ober-Olmer Gemarkung fließt, um bei Nieder-Olm in die Selz zu münden. Anfang 2022 stellte sie die Planungen einer beauftragten Fachfirma für das Projekt vor. Am 8. Mai 2023 wurde bekannt gegeben, dass drei Äcker von 1,7 Hektar Fläche von den Gemeinden für die beginnende Renaturierung erworben worden sind.

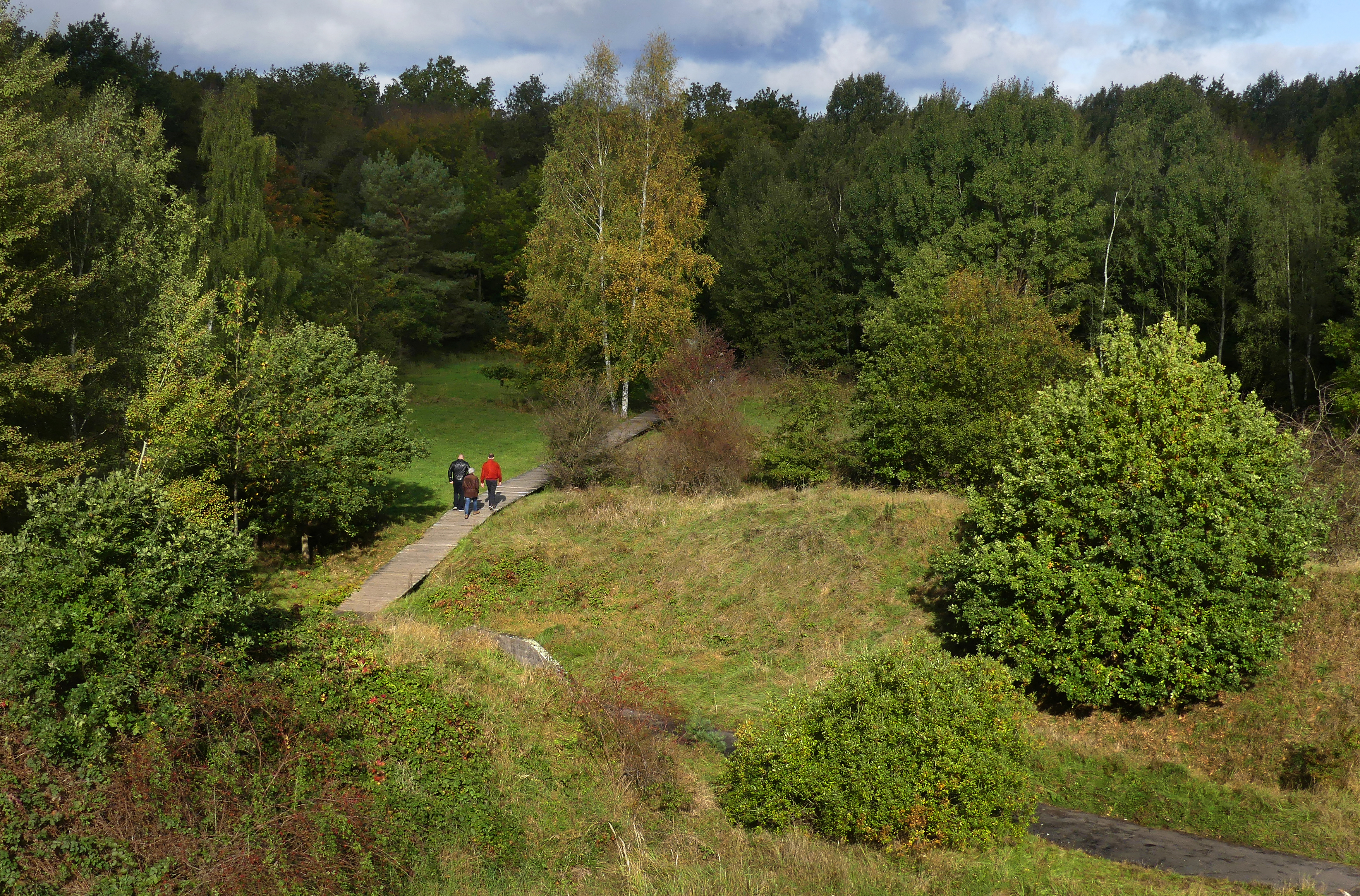
Der Ober-Olmer Wald mit seiner ökologisch wertvollen Mischung aus Wald und Freiflächen
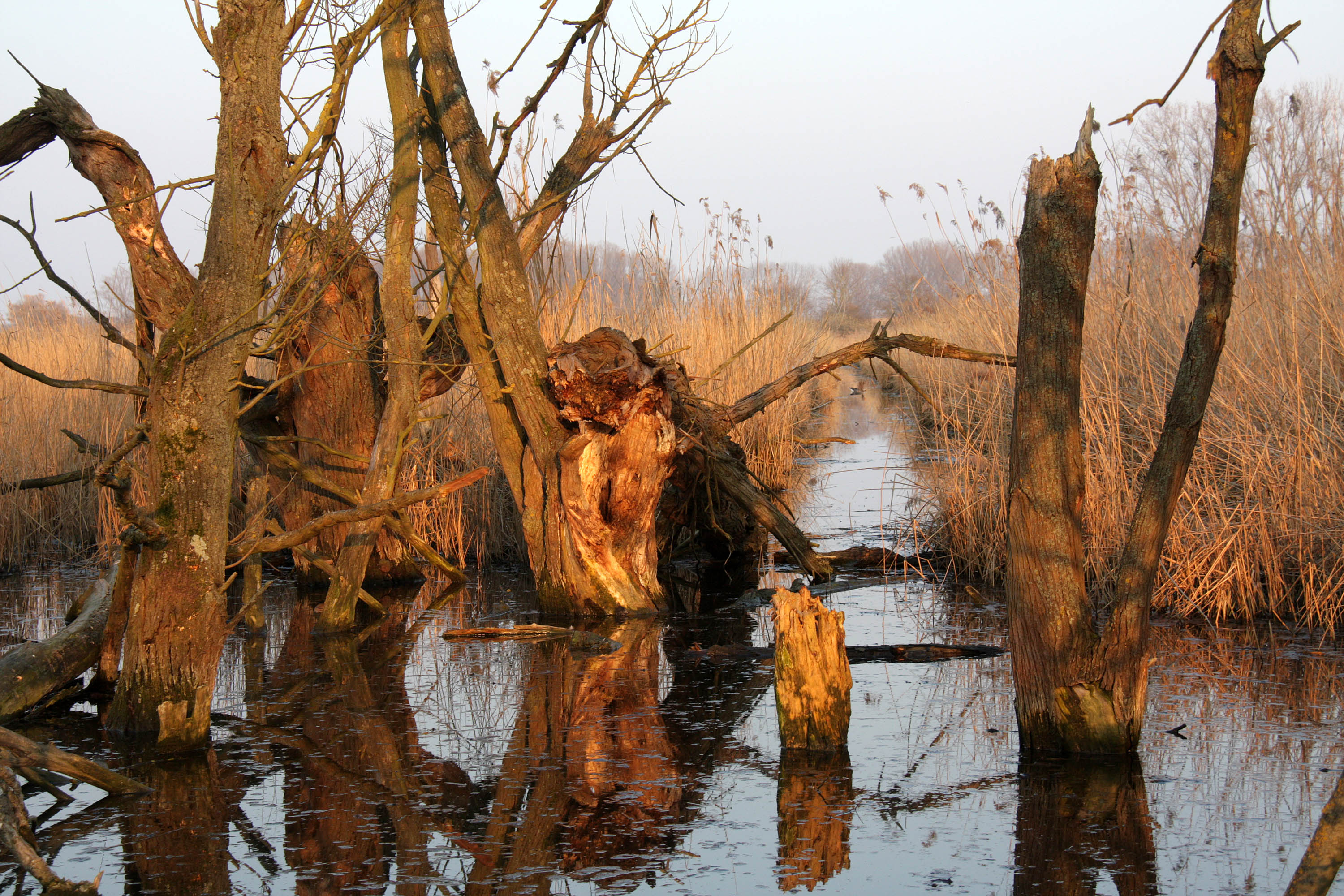
Das besonders wilde Naturschutzgebiet Hahnheimer Bruch an der Selz liegt zu Teilen auf dem Gebiet der VG Nieder-Olm
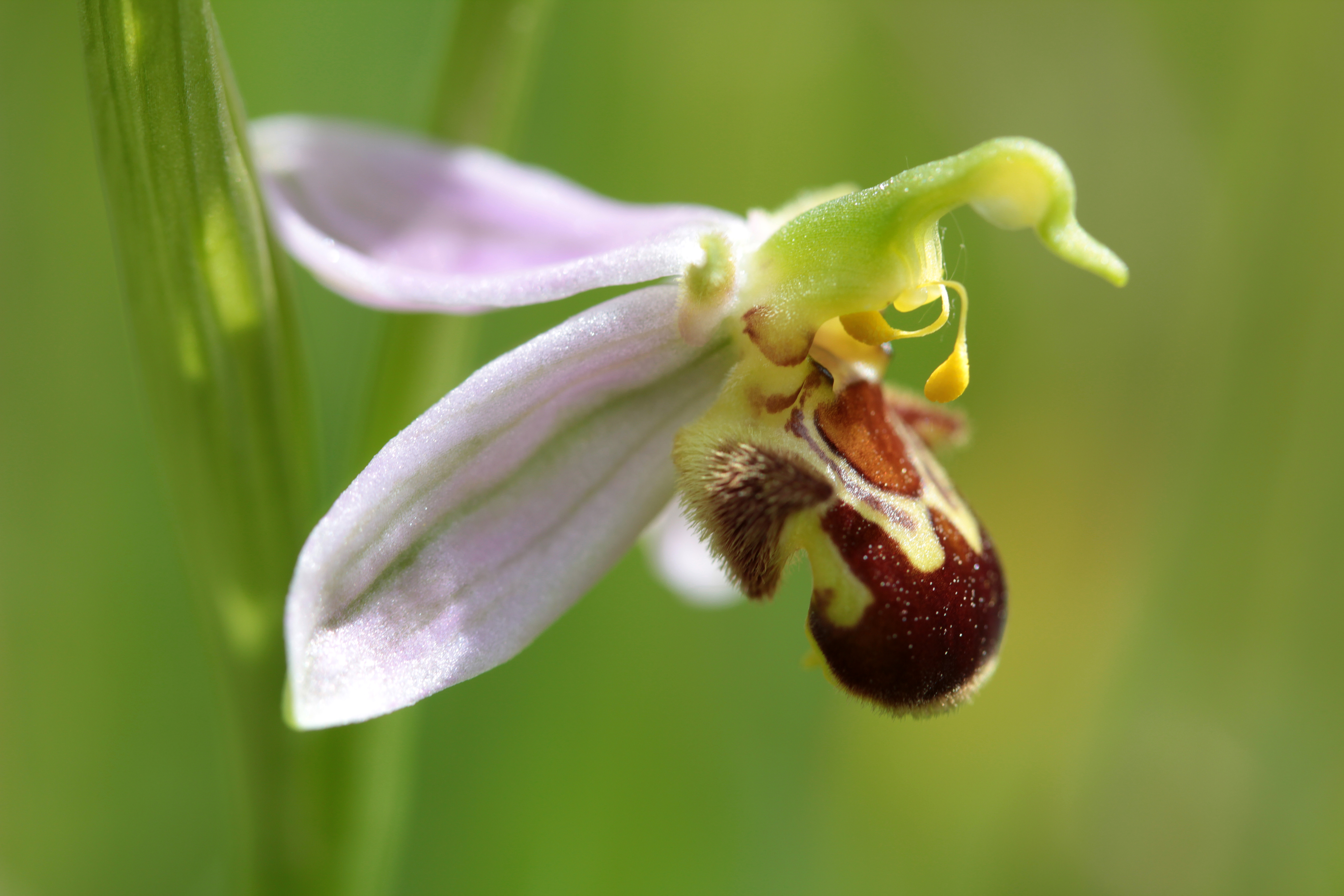
Die seltene Orchidee Bienen-Ragwurz aus Jugenheim
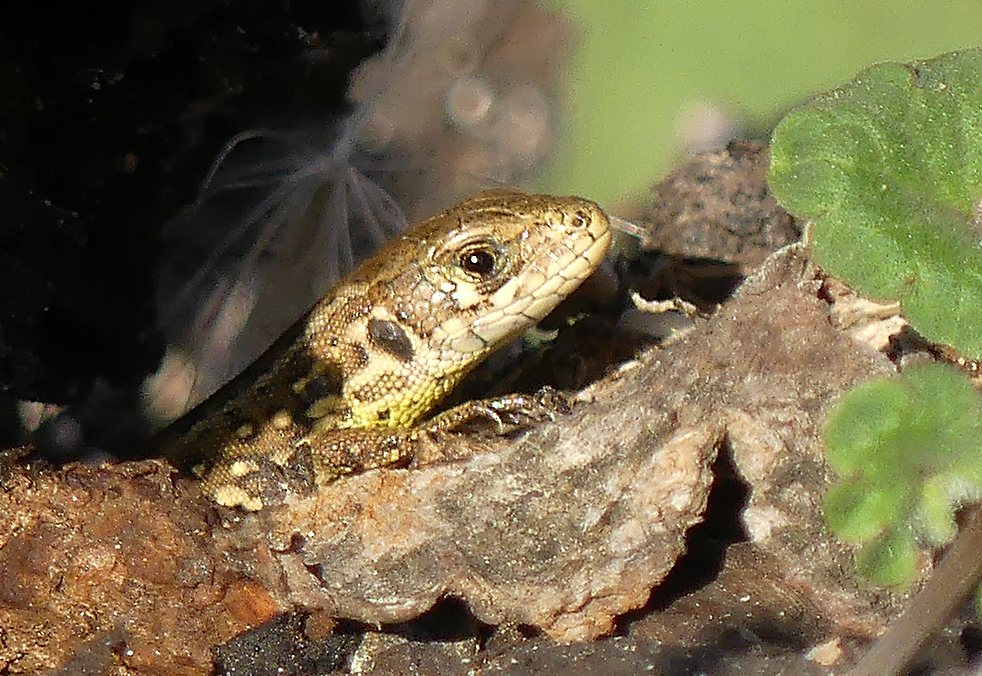
Europaweit streng geschützt, die Zauneidechse, von der Klein-Winternheimer Ausgleichsfläche Am Wingertsweg.
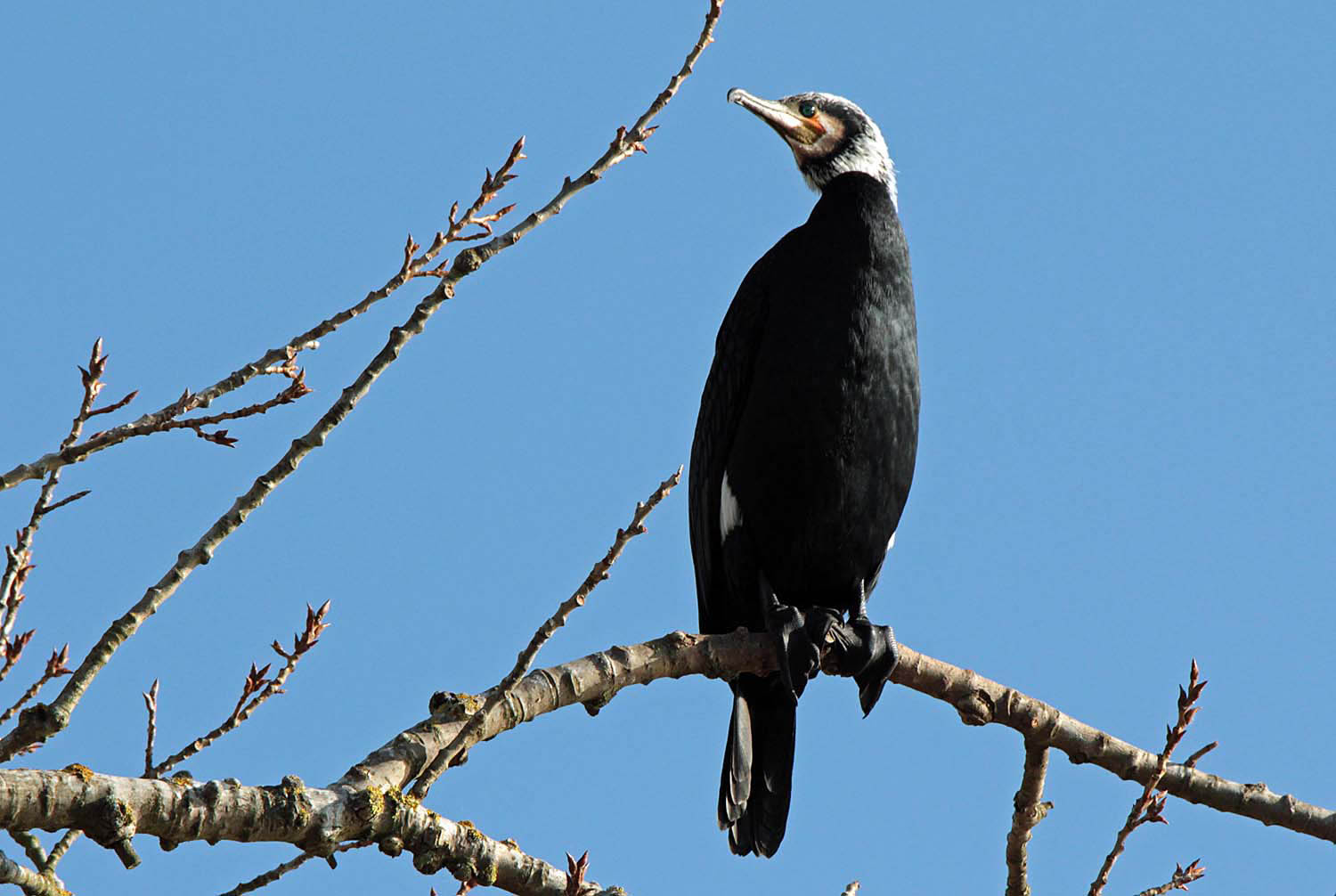
Ein Kormoran am renaturierten Teil der Selz
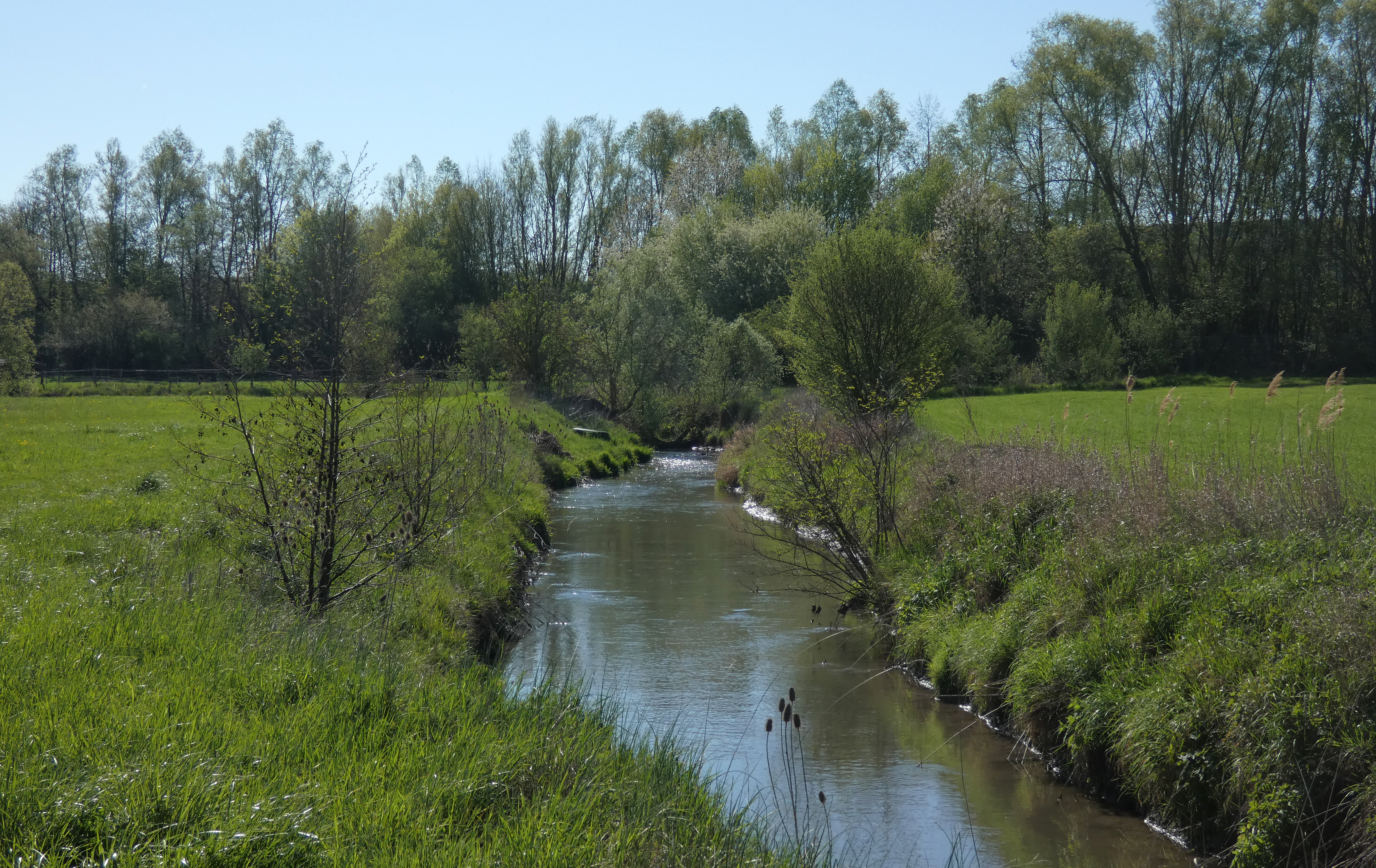
Die Selz auf dem Weg nach Stadecken-Elsheim, im Naturschutzgebiet In der Au

## Wirtschaft und Infrastruktur

### Gewerbeansiedlungen
Am Wirtschaftsstandort Verbandsgemeinde Nieder-Olm sind zahlreiche namhafte Unternehmen angesiedelt. Hierzu gehören u. a. die Hauptsitze der Eckes-Granini-Group, Becker Design oder der Tracoe Medical GmbH. Außenstellen werden u. a. von Mercedes-Benz (Logistikcenter) oder dem französischen Konzern Geodis betrieben.

### Beteiligungen
Als Gebietskörperschaft ist die Verbandsgemeinde Nieder-Olm bei zwei Versorgungsunternehmen Mitgesellschafter. An der Energie Dienstleistungsgesellschaft Rheinhessen-Nahe mbH hält sie 10,65 % und der Wasserversorgung Rheinhessen-Pfalz GmbH ist sie mit 8,75 % beteiligt.

### Öffentliche Einrichtungen

#### Rheinhessen-Bad
Die Verbandsgemeinde Nieder-Olm ist Eigentümer und Betreiber des Rheinhessen-Bades, das aus einem Freibad und einem Hallenbad mit Sauna besteht. Nachdem das Hallenbad bereits 2002 umfassend modernisiert und erweitert wurde, wurde ab September 2009 das Freibad für 2,45 Millionen Euro saniert und umgebaut. Die Neueröffnung des Freibades erfolgte am 21. Juni 2010. Die Sauna wurde im Jahr 2012 zudem um einen großen Außenbereich mit zwei finnischen Blockhütten und einer Ruhehütte umfassend erweitert. Die Kosten hierfür lagen bei 650.000 EUR.
Das Freibad verfügt über ein 50 Meter langes Schwimmerbecken, ein Nichtschwimmerbecken mit Edelstahlwasserrutsche sowie über ein Springerbecken mit einem 3-Meter-Sprungturm und zwei 1-Meter-Brettern. Außerdem gibt es einen separaten Kleinkinderbereich zum Plantschen sowie großzügige Liegewiesen zum Erholen.
Das Hallenbad hat zwei separate Becken: ein Schwimmerbecken und ein Nichtschwimmerbecken. Von dort aus erreicht man auch ein Außenbecken. Außerdem gibt es eine Kleinkinder-Wasserrutsche im Hallenbad.

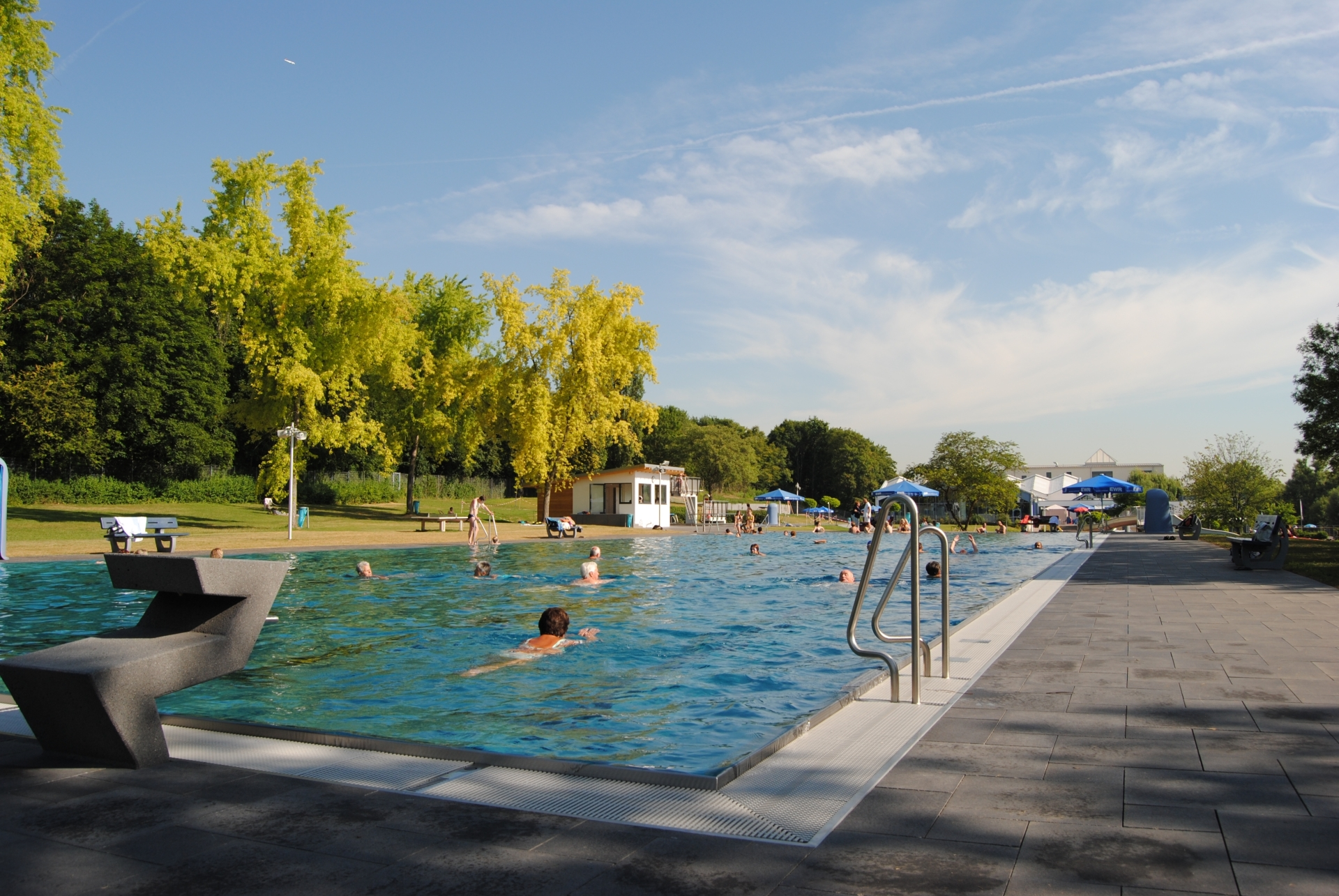
Außenbecken im Freibad
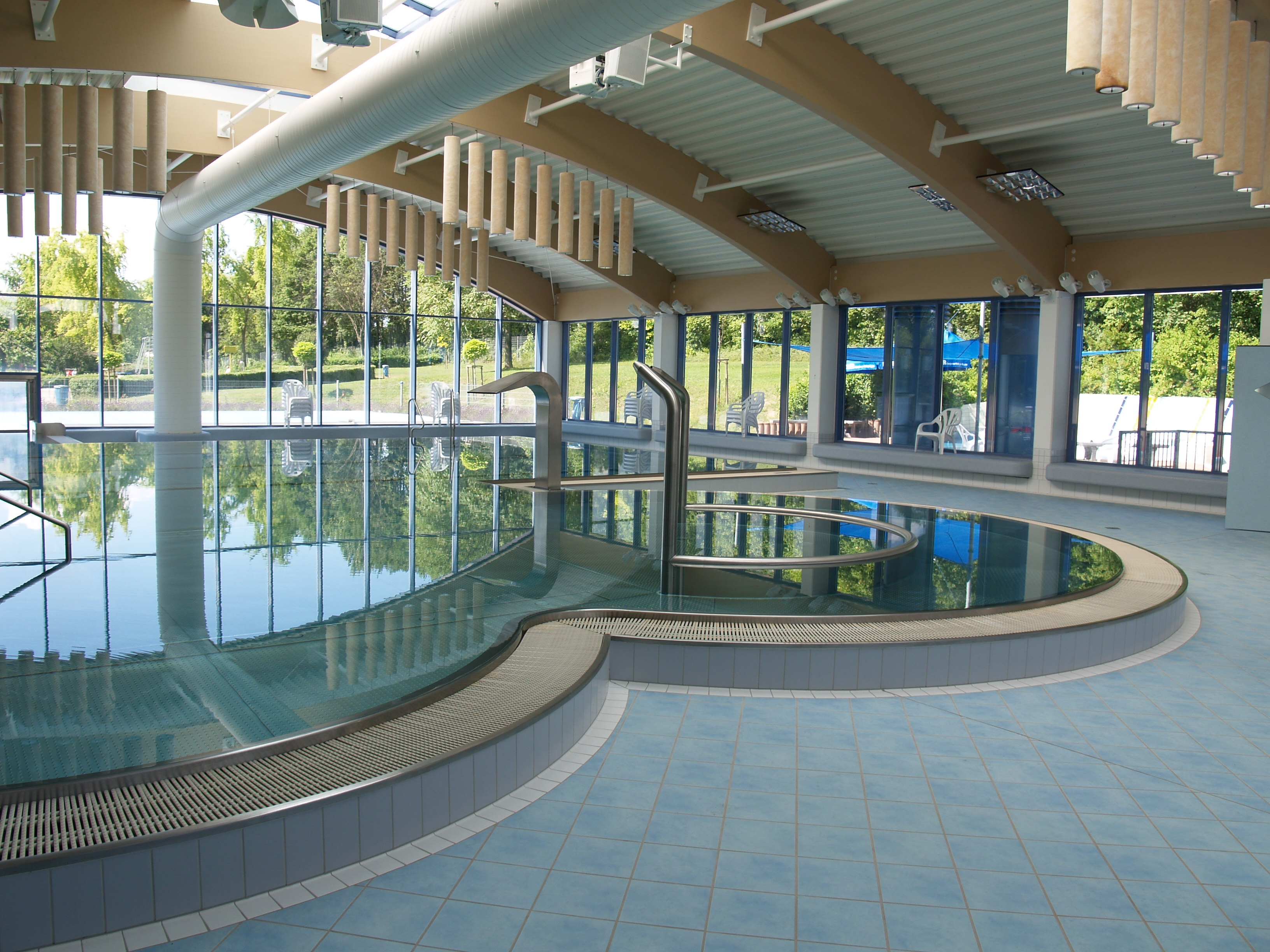
Innenansicht des Hallenbades
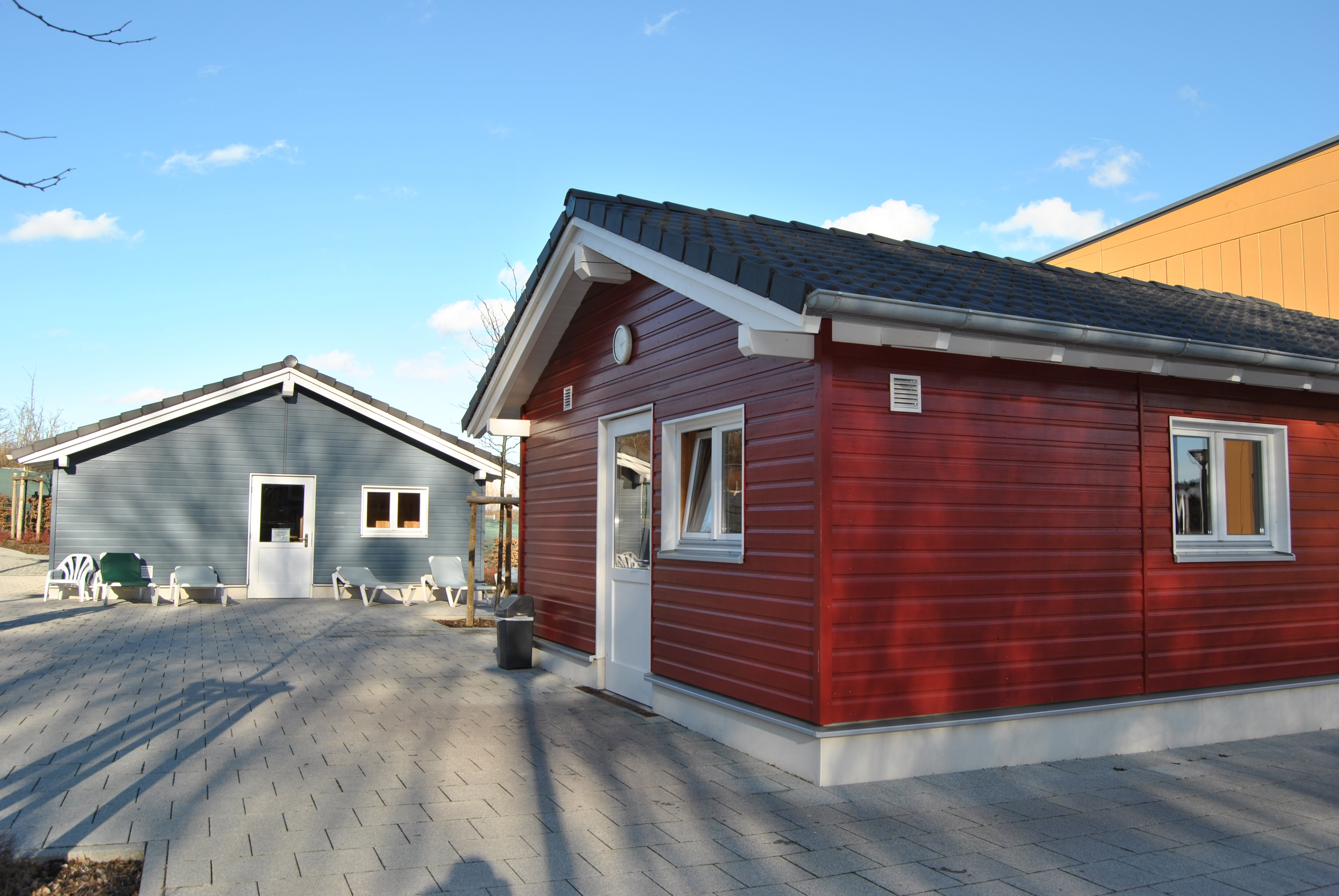
Finnische Blockhütten der Außensauna

### Bildung und Kinderbetreuung
Die Verbandsgemeinde Nieder-Olm ist Träger sämtlicher Grundschulen innerhalb der Verbandsgemeinde. Insgesamt gibt es sechs Grundschulen, die in den Gemeinden Essenheim, Klein-Winternheim, Nieder-Olm, Ober-Olm, Stadecken-Elsheim (für Stadecken-Elsheim und Jugenheim) und Zornheim (für Zornheim und Sörgenloch) angesiedelt sind. An den Grundschulen Nieder-Olm, Zornheim und Stadecken-Elsheim besteht die Möglichkeit, am Ganztagsschulangebot teilzunehmen. An allen sechs Grundschulen gibt es zudem die so genannte Betreuende Grundschule, die eine Kinderbetreuung vor Schulbeginn sowie nach Schulende gewährleistet.
Darüber hinaus unterhält der Landkreis Mainz-Bingen innerhalb der VG Nieder-Olm am Schulstandort Nieder-Olm ein Gymnasium, eine Integrierte Gesamtschule und zwei Förderschulen mit den Schwerpunkten Motorische Entwicklung und Lernen.
Außerdem betreibt die Verbandsgemeinde Nieder-Olm in der Stadt Nieder-Olm die Kindertagesstätte „Löwenzahn“, die mit angeschlossenem Kinderhort grundsätzlich allen Kindern der Verbandsgemeinde offensteht. Weitere Kindertagesstätten – teilweise unter Trägerschaft der jeweiligen Gemeinde bzw. unter kirchlicher Trägerschaft – finden sich in den verbandsangehörigen Gemeinden.
Ebenfalls in Trägerschaft der Verbandsgemeinde Nieder-Olm befindet sich die Musikschule, die Einzel- und Gruppenunterricht für Kinder ab 18 Monaten sowie für Erwachsene erteilt. Die Musikschule hat ihren Verwaltungssitz im Rathaus. Daneben verfügt sie in der Pariser Straße in Nieder-Olm über ein eigenes Musikschulhaus.

### Verkehr
Die Verbandsgemeinde Nieder-Olm ist direkt an die Bundesautobahn 63 angebunden. Aus- bzw. Auffahrten gibt es in Nieder-Olm Süd, Nieder-Olm Nord und Klein-Winternheim. Weitere wichtige Verkehrsverbindungen sind die Landesstraßen 401 von Nieder-Olm zur Autobahnauffahrt Klein-Winternheim, die L 413 von Jugenheim zur Autobahnauffahrt Nieder-Olm Nord sowie die L 426 von Stadecken-Elsheim nach Mainz-Bretzenheim.
Durch das Gebiet der Verbandsgemeinde Nieder-Olm führt außerdem die Bahnstrecke Alzey–Mainz, deren Stationen „Nieder-Olm“ und „Klein-Winternheim - Ober-Olm“ auf dem Gebiet der Verbandsgemeinde Nieder-Olm liegen. Es verkehren Regionalzüge der Deutschen Bahn und der Vlexx. Die Verbandsgemeinde Nieder-Olm ist über Buslinien der Mainzer Mobilität und der Kommunalverkehr Rhein-Nahe GmbH zu erreichen.
Der Flughafen Frankfurt Main liegt rund 35 km vom Nieder-Olmer Stadtkern entfernt und ist mit dem PKW in knapp 30 Minuten über die Autobahn zu erreichen.

## Sonstiges
Die Verbandsgemeinde Nieder-Olm versteht sich als Ort, an dem Diskriminierungen jeglicher Art unerwünscht sind. Aus diesem Grundsatz heraus engagiert sich die Verbandsgemeinde aktiv vor allem bei der Integration und Inklusion von Menschen mit Behinderungen. Ziel ist die Integration und Teilhabe Behinderter in allen Lebensbereichen. Darüber hinaus ist die Verbandsgemeinde Nieder-Olm aufgrund ihres Engagements für Vielfalt, Toleranz und Demokratie seit dem 21. Oktober 2010 Ort der Vielfalt.

## Persönlichkeiten
- Hans-Valentin Kirchner – dem Gründungsbürgermeister der VG Nieder-Olm wurde im Jahr 2022 zum 50-jährigen Jubiläum der VG die Ehrenbürgerschaft verliehen.[21]
- Liesel Metten – der Künstlerin, die seit vielen Jahren in Nieder-Olm lebt und deren Arbeiten das Stadtbild prägen, wurde im Dezember 2023 die Ehrenbürgerschaft verliehen.[22]